# Leña al mono que es de goma
Leña al mono que es de goma fue un programa musical emitido en la mañana de los sábados por Antena 3 entre 1993 y 1994. El programa fue creado y dirigido por Damián García Puig.

## Formato
Con un formato muy similar al de La quinta marcha, emitido por Telecinco (la cadena de la competencia), se trataba de un programa dirigido al público juvenil que combinaba actuaciones musicales, entrevistas, concursos y reportajes de interés para los más jóvenes.

## Secciones
- Llenapistas
- Estrena y rompe
- En vivo y en directo
- Leña en la escena
- Marcando imagen
- El principio es todo esto
- Planeta de movidas
- El último single
- Cuerpos a mil

## Presentadores
- Tony Aguilar
- Alicia Bogo
- Melani Olivares
- Paco Pil
- Jordi Xena
- Elisabeth Bonache